# Pitcairnia reflexiflora
Pitcairnia reflexiflora är en gräsväxtart som beskrevs av Éduard-François André. Pitcairnia reflexiflora ingår i släktet Pitcairnia och familjen Bromeliaceae. IUCN kategoriserar arten globalt som starkt hotad.
Artens utbredningsområde är Ecuador. Inga underarter finns listade i Catalogue of Life.